# Pedicularis tayloriana
Pedicularis tayloriana är en snyltrotsväxtart som beskrevs av Tsoong. Pedicularis tayloriana ingår i släktet spiror, och familjen snyltrotsväxter. Inga underarter finns listade i Catalogue of Life.